# Pakistan Navy
Die Pakistanische Marine (englisch: Pakistan Navy, abgekürzt PN) ist die Seestreitmacht der Streitkräfte der Islamischen Republik Pakistan. Sie ist für die 1046 Kilometer lange Küstenlinie Pakistans entlang des Arabischen Meeres sowie für die Verteidigung wichtiger ziviler Häfen und Militärbasen verantwortlich ist. Die Marine wurde im Zuge der Unabhängigkeit Pakistans 1947 aufgestellt. Die Befehlsgewalt liegt nach Artikel 243 der pakistanischen Verfassung beim Präsidenten.

## Geschichte
Die Pakistan Navy wurden am 14. August 1947, dem Tag der Unabhängigkeit Pakistans, gegründet. Eine Kommission teilte die Flotte der Royal Indian Navy zwischen Pakistan und Indien auf. Die Royal Pakistan Navy, wie sie damals genannt wurde, erhielt zwei Sloops, zwei Fregatten und acht andere Kampfschiffe. Da die Küste Pakistans über viele Arme des Indus-Flussdeltas verfügt erhielt die Marine zusätzlich viele Harbour Defence Launches. Die Marine war nur unzureichend ausgestattet und die Matrosen verfügten nur über wenig Erfahrung auf See. Sie wurde daher, nach der Armee und der Luftwaffe, als die schwächste Teilstreitkraft angesehen.
Während des ersten Krieges 1947 zwischen Pakistan und Indien kam die Marine nicht zum Einsatz und die Kampfhandlungen beschränkten sich auf die Luftwaffe und die Armee. Die Marine half Einwanderern aus Indien bei der Evakuierung durch die Bereitstellung von Fregatten.
Die Marine gründete nach Kriegsende 1948 ihr Oberkommando in Karatschi und erwarb ihre ersten O- und P-Klasse-Schiffe. Sie war dabei von Spenden in Form von Kampfschiffen durch die britische Royal Navy abhängig. Sie erhielt die Onslow, umbenannt in Tippu Sultan, und die Offa, umbenannt in Tariq.
Zahlreiche Angehörige der Luftwaffe und Armee wechselten 1950 zur Marine, um dort beim Aufbau des Logistik- und Unterhaltwesens zu dienen. Als sich Pakistan im Jahre 1956 zu einer Republik ausrief, wurde die Royal Pakistan Navy in Pakistan Navy umbenannt.

## Ausrüstung

### Schiffe
Die Pakistanische Marine verfügt über folgende Schiffe und U-Boote. Im Bau oder in Planung befindliche Schiffe sind Blau hinterlegt.

#### U-Boote
| Klasse     | Bild | Herkunft                     | Anzahl | Schiffe           | Schiffe        | Anmerkungen                                                            |
| Klasse     | Bild | Herkunft                     | Anzahl | Name              | Kennung        | Anmerkungen                                                            |
| ---------- | ---- | ---------------------------- | ------ | ----------------- | -------------- | ---------------------------------------------------------------------- |
| Agosta 70  |      | Frankreich                   | 2      | Hashmat Hurmat    | S135 S136      | Ausgestattet mit Harpoon Seezielflugkörpern und DTCN F17 Torpedos.     |
| Agosta 90B |      | Frankreich Pakistan          | 3      | Khalid Saad Hamza | S137 S138 S139 | Ausgestattet mit Exocet Seezielflugkörpern und DM2A4 Torpedos.         |
| Cosmos     |      | Italien Pakistan             | 3      |                   |                | Ausgestattet mit DTCN F17 Torpedos.                                    |
| Hangor     |      | Volksrepublik China Pakistan |        |                   |                | Acht Einheiten im Bau. Das erste U-Boot soll 2024 ausgeliefert werden. |

#### Fregatten und Korvetten
| Klasse              | Bild | Herkunft                     | Anzahl | Schiffe                                | Schiffe                 | Anmerkungen |
| Klasse              | Bild | Herkunft                     | Anzahl | Name                                   | Kennung                 | Anmerkungen |
| ------------------- | ---- | ---------------------------- | ------ | -------------------------------------- | ----------------------- | --- |
| Zulfiquar           |      | Volksrepublik China Pakistan | 4      | Zulfiquar Shamsheer Saif Aslat         | F251 F252 F253 F254     | Ausgerüstet mit YJ-83 Seezielflugkörpern, HQ-7 Flugabwehrraketen, ET52 Torpedos, Type 730 CIWS Flugabwehrsystem und einen Hubschrauberlandeplatz.                                                                |
| Oliver-Hazard-Perry |      | Vereinigte Staaten           | 1      | Alamgir                                | F260                    | Ehemaliges Schiff der US Navy. Ausgerüstet mit Harpoon Seezielflugkörpern, Mark-46 Torpedos und Phalanx CIWS Flugabwehrsystem.                                                                                   |
| Typ 054A            |      | Volksrepublik China Pakistan | 4      | Tughril Taimur Tippu Sultan Shah Jahan | F261 F262 F263 F264     | Die letzten Schiffe wurden im Juli 2023 in Dienst gestellt. Ausgestattet mit YJ-12 Seezielflugkörpern, HQ-16 Flugabwehrraketen, Yu-7 Torpedos, Type 1130 CIWS Flugabwehrsystem und einen Hubschrauberlandeplatz. |
| Yarmook             |      | Niederlande Rumänien         | 3      | Yarmook Tabuk Hunain Yamama            | F271 F272 F273 F274     | Ausgerüstet mit Phalanx CIWS Flugabwehrsystem und einen Hubschrauberlandeplatz. Das vierte Schiff wurde im Februar 2024 vom Stapel gelassen.                                                                     |
| Babur               |      | Türkei Pakistan              | 1      | Babur Badr Khyber Tariq                | F280 F281 F282 F283     | Das erste Schiff wurde im September 2023 in Dienst gestellt. |
| Typ 037             |      | Volksrepublik China Pakistan | 4      | Azmat Dehshat Himmat Haibat            | P1013 P1014 P1027 P1028 | Ausgerüstet mit YJ-83 Seezielflugkörpern und AK-630 Flugabwehrsystem. |
| Jinnah              |      | Türkei Pakistan              |        |                                        |                         | Sechs Einheiten geplant. Das erste Schiff soll in den nächsten fünf Jahren geliefert werden. |

#### Patrouillen- und Flugkörperschnellboote
| Klasse              | Bild | Herkunft       | Anzahl | Schiffe         | Schiffe             | Anmerkungen                                                 |
| Klasse              | Bild | Herkunft       | Anzahl | Name            | Kennung             | Anmerkungen                                                 |
| ------------------- | ---- | -------------- | ------ | --------------- | ------------------- | ----------------------------------------------------------- |
| MRTP-15             |      | Türkei         | 2      |                 | P01 P02             |                                                             |
| MRTP-33             |      | Türkei         | 2      | Zarrar Karrar   | P03 P04             |                                                             |
| M16                 |      | Thailand       | 4      |                 | P111 P112 P113 P114 |                                                             |
|                     |      | Pakistan       | 1      | Larkana         | P157                |                                                             |
| Jurrat              |      | Pakistan       | 2      | Jurrat Quwwat   | P1023 P1028         | Ausgerüstet mit YJ-83 Seezielflugkörpern.                   |
| Jalalat             |      | Pakistan       | 2      | Jalalat Shujaat | P1029 P1030         | Ausgerüstet mit YJ-83 Seezielflugkörpern.                   |
| Marine Assault Boat |      | Polen Pakistan | 18     |                 |                     | Ein Teil wurde in Polen der andere Teil in Pakistan gebaut. |
| Chaser TM-1226      |      | Polen          | 30     |                 |                     | Für die Spezialkräfte.                                      |

#### Landungsschiffe
| Klasse         | Bild | Herkunft               | Anzahl | Schiffe | Schiffe   | Anmerkungen |
| Klasse         | Bild | Herkunft               | Anzahl | Name    | Kennung   | Anmerkungen |
| -------------- | ---- | ---------------------- | ------ | ------- | --------- | ----------- |
| Griffon 8100TD |      | Vereinigtes Königreich | 2      |         | L215 L216 |             |
| Griffon 2000TD |      | Vereinigtes Königreich | 4      |         |           |             |

#### Minenabwehrfahrzeuge
| Klasse     | Bild | Herkunft   | Anzahl | Schiffe                | Schiffe        | Anmerkungen |
| Klasse     | Bild | Herkunft   | Anzahl | Name                   | Kennung        | Anmerkungen |
| ---------- | ---- | ---------- | ------ | ---------------------- | -------------- | ----------- |
| Tripartite |      | Frankreich | 3      | Muhafiz Mujahid Munsif | M163 M164 M166 |             |

#### Hilfsschiffe
| Klasse  | Bild | Herkunft               | Funktion          | Anzahl | Schiffe           | Schiffe | Anmerkungen              |
| Klasse  | Bild | Herkunft               | Funktion          | Anzahl | Name              | Kennung | Anmerkungen              |
| ------- | ---- | ---------------------- | ----------------- | ------ | ----------------- | ------- | ------------------------ |
|         |      | Volksrepublik China    | Forschungsschiff  | 1      | Behr Masah        |         | 2019 in Dienst gestellt. |
|         |      |                        | Forschungsschiff  | 1      | Behr Paima        |         |                          |
|         |      | Pakistan               | Mehrzweckschiff   | 2      | Madadgar Rasadgar | A22 A23 | 2011 in Dienst gestellt. |
|         |      | Pakistan               | Trossschiff       | 1      | Moawin            | A39     |                          |
| Typ 905 |      | Volksrepublik China    | Trossschiff       | 1      | Nasr              | A47     |                          |
|         |      | Pakistan               | Tanker            | 2      | Kalmat Gwadar     | A21 A49 |                          |
|         |      | Volksrepublik China    | Aufklärungsschiff | 1      | Rizwan            | A294    | [ 18 ]                   |
|         |      | Vereinigtes Königreich | Segelschulschiff  | 1      | Rah Naward        |         |                          |

### Luftfahrzeuge
Die Marineflieger der pakistanischen Marine betreiben 12 Flugzeuge und 33 Hubschrauber (Stand Ende 2023).
| Luftfahrzeuge               | Herkunft               | Bild         | Verwendung              | Version                             | Aktiv     | Bestellt  | Anmerkungen                                                                                    |
| Flugzeuge                   | Flugzeuge              | Flugzeuge    | Flugzeuge               | Flugzeuge                           | Flugzeuge | Flugzeuge | Flugzeuge                                                                                      |
| --------------------------- | ---------------------- | ------------ | ----------------------- | ----------------------------------- | --------- | --------- | ---------------------------------------------------------------------------------------------- |
| Lockheed P-3 "Orion"        | Vereinigte Staaten     |              | Seefernaufklärer        | P-3B AEW P-3C MPA                   | 6         |           | 2 P-3C Orion wurden am 22. Mai 2011 bei einem Anschlag auf PNS Mehran nahe Karatschi zerstört. |
| ATR 72-500                  | Italien                | Beispielbild | Seefernaufklärer        | RAS-72 Sea Eagle MPA                | 4         |           | Ersetze die Breguet Br.1150 Atlantic und Fokker F27-200MAR                                     |
| Hawker 800                  | Vereinigtes Königreich | Beispielbild | SIGINT-Aufklärer        | Hawker 850XP                        | 1         |           |                                                                                                |
| Embraer Lineage 1000        | Brasilien              | Beispielbild | Seefernaufklärer        | Sea Sultan LRMPA                    | 1         | 9         | Werden von einer südafrikanischen Firma umgerüstet.                                            |
| Hubschrauber                |                        |              |                         |                                     |           |           |                                                                                                |
| Harbin Z-9                  | Volksrepublik China    | Beispielbild | Mehrzweckhubschrauber   | Z-9EC                               | 5         |           | Ersetzt die Westland Sea Lynx HAS.3                                                            |
| Mil Mi-14                   | Sowjetunion            | Beispielbild | Mehrzweckhubschrauber   | Mi-14PG                             | 2         |           |                                                                                                |
| Westland WS-61 "Sea King"   | Vereinigtes Königreich |              | Mehrzweckhubschrauber   | Mk.45/A/C HAR.3A HC.4 Commando Mk.3 | 19        |           |                                                                                                |
| Aérospatiale "Alouette III" | Frankreich             |              | Verbindungshubschrauber | SA.316BSA.319B                      | 7         |           |                                                                                                |
| Unbemannte Luftfahrzeuge    |                        |              |                         |                                     |           |           |                                                                                                |
| CASC Rainbow                | Volksrepublik China    | Beispielbild | Kampfdrohne             | CH-4B                               |           |           | [ 14 ] [ 22 ]                                                                                  |
| GIDS Uqab                   | Pakistan               |              | Aufklärungsdrohne       | Uqab II                             |           |           | [ 23 ]                                                                                         |
| EMT Luna                    | Deutschland            | Beispielbild | Aufklärungsdrohne       | Luna NG                             |           |           | [ 24 ]                                                                                         |